# Episodi di Scooby-Doo! Dove sei tu? (prima stagione)
La prima stagione della serie televisiva Scooby-Doo! Dove sei tu?, composta da 17 episodi, è stata trasmessa negli Stati Uniti, da CBS, dal 13 settembre 1969 al 17 gennaio 1970.
In Italia la stagione è stata trasmessa dall'11 novembre 1971 su Rai 1.
| Nº | Titolo originale                | Titolo italiano                  | Prima TV USA      | Prima TV Italia   |
| -- | ------------------------------- | -------------------------------- | ----------------- | ----------------- |
| 1  | What a Night for a Knight       | Che notte per un cavaliere       | 13 settembre 1969 | 11 novembre 1971  |
| 2  | Hassle in the Castle            | L'isola è stregata               | 20 settembre 1969 | 18 novembre 1971  |
| 3  | A Clue for Scooby-Doo           | Un indizio per Scooby Doo        | 27 settembre 1969 | 25 novembre 1971  |
| 4  | Mine Your Own Business          | Oro nero                         | 4 ottobre 1969    | 2 dicembre 1971   |
| 5  | Decoy for a Dognapper           | Cani Rapiti                      | 11 ottobre 1969   | 9 dicembre 1971   |
| 6  | What the Hex Going On?          | Che stregoneria è questa         | 18 ottobre 1969   |                   |
| 7  | Never Ape an Ape Man            | Mai scimmiottare un uomo scimmia | 25 ottobre 1969   |                   |
| 8  | Foul Play in Funland            | Il mistero di Fiabilandia        | 1º novembre 1969  | 15 settembre 1979 |
| 9  | The Backstage Rage              | Il fantasma del teatro           | 8 novembre 1969   |                   |
| 10 | Bedlam in the Big Top           | Trambusto nel tendone del circo  | 15 novembre 1969  | 2 dicembre 1971   |
| 11 | A Gaggle of Galloping Ghosts    | Spettri al galoppo               | 22 novembre 1969  | 16 dicembre 1971  |
| 12 | Scooby-Doo and a Mummy, Too     | Il segreto del Faraone           | 29 novembre 1969  | 22 settembre 1979 |
| 13 | Which Witch Is Which?           | La strega della palude           | 6 dicembre 1969   |                   |
| 14 | Spooky Space Kook               | Uno strano oggetto spaziale      | 13 dicembre 1969  | 23 dicembre 1971  |
| 15 | Go Away Ghost Ship              | Il vascello fantasma             | 20 dicembre 1969  | 7 gennaio 1980    |
| 16 | A Night of Fright Is No Delight | Una notte di terrore             | 10 gennaio 1970   | 8 settembre 1979  |
| 17 | That's Snow Ghost               | Il fantasma dei ghiacci          | 17 gennaio 1970   | 1 ottobre 1979    |

## Che notte per un cavaliere
Mentre tornano a casa dal cinema, Shaggy e Scooby-Doo trovano un'armatura nera in un camioncino abbandonato. La Mystery Inc. decide di consegnarla al museo locale. Più tardi, quella notte, i ragazzi entrano nel museo per cercare alcuni indizi, dopo aver appreso che l'archeologo che trasportava l'armatura è scomparso. Essi scoprono che l'armatura del Cavaliere Nero prende vita alla luce della luna piena. Alla fine, smascherano il Cavaliere Nero, rivelando che non è altro che il signor Wickles, il corrotto curatore del museo .
- Mostro: Cavaliere Nero/Signor Wickles.
- Note:

1. Questo è il primo episodio del media franchise di Scooby-Doo, che continuerà a sfornare film, serie tv, spin-off e merchandise per oltre 50 anni.
2. Che notte per il Cavaliere Oscuro, titolo del primo episodio della serie Scooby-Doo and Guess Who?, andato in onda nel 2019, fa riferimento a questo primo episodio del franchise, andati in onda a 50 anni di distanza. Infatti nell’episodio appare come guest star Batman, denominato per l’appunto “il Cavaliere Oscuro”.
3. Il personaggio del direttore Wickles e il costume del Cavaliere Nero fanno parte della trama principale del film live-action Scooby-Doo 2 - Mostri scatenati, il primo interpretato da Peter Boyle e doppiato in italiano da Carlo Reali e il secondo da Kevin Durand. Inoltre nel film viene costruita una sotto-trama per il signor Wickles, di cui viene rivelato il nome: Jeremiah.
4. Dall’episodio verranno riusate tante gag che diverranno poi iconiche, per esempio l’esclamazione di Velma quando perde gli occhiali, la frase “Scooby-Doo, dove sei tu?”, l’uso di snack per corrompere Scooby a fare da esca. Inoltre all’episodio vengono attribuite anche espressioni facciali, design e scene iconiche come per esempio la gang al completo che si siede attorno ad un libro in biblioteca dopo aver scoperto un indizio, ricreata nei film Scooby-Doo! e il mistero del wrestling (2015), Scooby! (2020), Scooby-Doo! the Sword and the Scoob (2021) e nell’ultimo episodio della serie Scooby-Doo! Mystery Incorporated (2013).

## L'isola è stregata
La Mystery Inc. fa un'escursione in barca, ma si perde nella nebbia e si schianta con la barca sulla misteriosa Isola Stregata. I ragazzi decidono di avventurarsi nel Castello abbandonato di Vázquez sull'isola per cercare aiuto. Ma, invece, trovano un fantasma trasparente che scorrazza libero, che li avverte di lasciare l'isola e di non tornare mai più.
- Mostro: Il Fantasma/Bluestone il Grande.

## Un indizio per Scooby Doo
La festa in spiaggia della banda viene interrotta da un fantasma con addosso una muta da sub luminosa, che pensano sia collegato alla scomparsa di diversi yacht. Questo mistero li conduce sott'acqua, in un'area conosciuta come "Il cimitero delle navi" dove incontrano nuovamente il fantasma.
- Mostro: Fantasma del Capitano Culter/Capitano Culter.

## Oro nero
A causa di Shaggy che legge la mappa stradale al contrario, la Mystery Inc. finisce a Gold City, una vecchia città mineraria nel deserto della California. Essi fanno la conoscenza di un custode di nome Hank, che dice loro che il luogo è infestato dal fantasma di un minatore del 1849, che si dice vaghi per la miniera alla ricerca dell'ultima vena d'oro. La banda riesce a scoprire tutti gli indizi e alla fine trova il vero fantasma, rivelando che non è altro che Hank.
- Mostro: Minatore del '49/Hank.

## Cani Rapiti
Quando una serie di rapimenti locali mette in allarme il pluripremiato addestratore di animali Buck Masters, la Mystery Inc. si offre di aiutarlo, usando Scooby come esca per catturare il rapitore di cani. Tuttavia, il loro piano fallisce poiché Scooby stesso viene rapito, portando la banda a scoprire che il rapitore sembra essere sotto il comando di un vendicativo stregone indiano. La banda quindi salva Scooby e tutti gli altri cani, smascherando il fantasma e rivelando che non è altro che Buck Masters.
- Mostro: Sciamano Indiano/Buck Masters.

## Che stregoneria è questa
La banda fa visita alla loro amica Sharon Wetherby, il cui zio Stuart è stato maledetto dal fantasma di Elias Kingston. Quando lo zio Stuart scompare, la banda si avventura nella vicina Kingston Mansion, abbandonata e presumibilmente infestata, alla ricerca di lui e del fantasma.
- Mostro: Fantasma di Elias Kingston/Zio Stuart.

## Mai scimmiottare un uomo scimmia
La banda trova lavoro come comparse sul set di un nuovo film intitolato The Ape Man of Forbidden Mountain. Diretto dallo zio di Daphne, John, questo film è basato sulla leggenda di un uomo-scimmia. La leggenda però diventa presto realtà quando l'uomo scimmia inizia a terrorizzare il set.
- Mostro: Uomo-scimmia/Carl il cascatore.

## Il mistero di Fiabilandia
La Mystery, Inc. nota che il parco divertimenti sul mare sembra funzionare automaticamente, quindi decide di indagare. Presto scoprono che un robot dall'aspetto pazzo di nome Charlie sta seminando il caos. Tuttavia, quando avvisano il signor Jenkins, lui e la sorella gelosa li respingono, convincendo i ragazzi a risolvere il mistero da soli. La banda trova il vero colpevole dietro il piano, rivelando che non è altri che Sarah, la sorella gelosa del custode. Charlie torna alla normalità e la banda si riunisce con il custode.
- Mostro: Robot/Charlie il Robot e Sarah Jenkins.

## Il fantasma del teatro
Mentre portano a casa degli avanzi di una pizza, Shaggy e Scooby-Doo si imbattono in una custodia di violino piena di denaro contraffatto. Mentre Scooby viene distratto da un cane burattino di nome Mata Hari, la custodia del violino viene rubata. Shaggy, Scooby e il resto della Mystery Inc. trovano un controllore di marionette sulla scena del crimine e incontrano un portiere. Lo seguono fino al teatro locale, dove scoprono un'operazione di contraffazione, supervisionata da un burattinaio dall'aspetto inquietante. Trovano il burattinaio e rivelano che è il signor Pietro, che si fingeva un simpatico portiere.
- Mostro: Burattinaio/Signor Pietro.

## Trambusto nel tendone del circo
La Mystery Inc. incontra un nano e un uomo forzuto, entrambi in fuga dal circo presumibilmente infestato da un clown fantasma. Si dirigono verso l'area del circo per indagare, ma Daphne, Shaggy e Scooby cadono vittime dei poteri ipnotici del Clown Fantasma.
- Mostro: Il Clown Fantasma/Henry l'Ipnotizzatore.

## Spettri al galoppo
Mentre sono in viaggio verso il castello di Franken, la Mystery Inc. si ferma per farsi predire il futuro. Una strana zingara li avverte che "incontreranno la loro rovina" se si dirigono verso il castello. Scooby e la banda si dirigono comunque lì, dove sono attaccati dal Conte Dracula, il mostro di Frankenstein e l'Uomo Lupo.
- Mostri: Conte Dracula, Lupo Mannaro, Mostro di Frankenstein e Carlotta la zingara/Big Bob Oakley.

## Il segreto del Faraone
Durante la visita al museo per consultare il professore e il suo assistente, il dottor Najib, la Mystery Inc. viene a conoscenza della leggenda di Ankha, una mummia egiziana di 3.000 anni. La leggenda narra che la mummia sarebbe tornata viva e avrebbe trasformato in pietra chiunque se fosse stato rimossa dalla tomba. Shaggy in seguito trova una moneta esposta al museo nella sua tasca. Quando i ragazzi tornano per rimetterla a posto, scoprono che la mummia ha preso vita e ha trasformato il professore in pietra. E ora vuole la moneta di Shaggy!
- Mostro: Mummia di Ankha/Dottor Najib.

## La strega della palude
Mentre si perdono nella palude, la Mystery Inc. incontra uno zombie che li spaventa. Nella vicina città di Swamp's End, scoprono che una strega ha dato vita allo zombie e decidono di indagare.
- Mostri: La Strega/Zeb Perkins e lo Zombie/Zeke Super.

## Uno strano oggetto spaziale
La Mystery Machine rimane senza benzina davanti a una fattoria rurale. Lì, il contadino avverte la banda di un aeroporto abbandonato nelle vicinanze, che è infestato da un disco volante e dal suo spettrale pilota extraterrestre chiamato Space Kook.
- Mostro: Space Kook/Henry Bascomb.

## Il vascello fantasma
Un giornalista informa il proprietario della compagnia di spedizioni locale, il signor Magnus, che la sua azienda sta fallendo. Il motivo è che il fantasma di Barbarossa infesta il porto e saccheggia le navi del signor Magnus. Dopo aver letto la storia e consultato il signor Magnus, la Mystery Inc. si dirige al porto per vedere se riescono a fermare gli spettri. Ma presto si ritrovano intrappolati a bordo della misteriosa nave fantasma.
- Mostri: Fantasma del Capitano Barbarossa/C.L. Magnus e il suo equipaggio/Scagnozzi di C.L. Magnus.

## Una notte di terrore
Scooby-Doo viene citato nel testamento del colonnello Beauregard Sanders, un eccentrico milionario a cui aveva salvato la vita diversi anni prima. L'unico modo per rivendicare l'eredità è che Scooby, così come altri quattro eredi, trascorrano la notte nella villa del colonnello, che scoprono presto essere infestata da due ombre fantasma. Successivamente si scopre che sono due fantasmi verdi, che inseguono la banda per tutta la villa. La banda poi li smaschera, rivelando che sono Cosgood Creeps e il suo partner, Cuthbert Crawls.
- Mostri: Fantasmi Verdi/Cosgood Creeps e Cuthbert Crawls.

## Il fantasma dei ghiacci
Durante una vacanza sulla neve al Wolf's End Lodge, i ragazzi scoprono la leggenda del Fantasma delle Nevi, uno Yeti spettrale che si crede trasformi chiunque catturi in un fantasma bianco. Alla ricerca di alcuni indizi, la Mystery Inc. incontra un eremita buddista tibetano, che pensano sia responsabile dell'evocazione del mostro.
- Mostro: Fantasma delle Nevi/Signor Greenway.